# ウィーンフィル・ニューイヤーコンサート1993
ウィーンフィル・ニューイヤーコンサート1993(ドイツ語: Neujahrskonzert der Wiener Philharmoniker 1993)は、ウィーン・フィルハーモニー管弦楽団による1993年のニューイヤー・コンサート。指揮はリッカルド・ムーティが務めた（初登場)。

## 概要
- ニューイヤー・コンサートの指揮者は、1987年のヘルベルト・フォン・カラヤンを皮切りに、ウィーン・フィルが信頼を寄せる名指揮者が交代で登壇するようになった。1993年は、ミラノ・スカラ座音楽監督でウィーン・フィルとも長年にわたって共演し、前年1992年にはウィーン・フィル創立150周年記念演奏会の指揮を任されたリッカルド・ムーティが、初めて指揮台に立った。
- ヨーゼフ・ランナーの没後150年に因んで、彼の作品が第1部と第2部で1曲ずつ計2曲取り上げられている。

## 演奏曲目

### 第１部
- ワルツ「ジャーナリスト」Op.321 (ヨハン・シュトラウス2世)
- ポルカ「外交官」Op.448（ヨハン・シュトラウス2世）
- ポルカ「すみれ」Op.132（ヨハン・シュトラウス2世）
- ポルカ・フランセーズ「何か小さなもの」Op.190（ヨハン・シュトラウス2世)
- シュタイヤー風舞曲 Op.165 (ヨーゼフ・ランナー)
- シュペアル・ギャロップ Op.42（ヨハン・シュトラウス1世）

### 第２部
- 喜歌劇「インディゴと40人の盗賊」序曲 (ヨハン・シュトラウス2世)
- ワルツ「レモンの花咲くところ」Op.364(ヨハン・シュトラウス2世)
- ハンス・イェルゲル・ポルカ Op.141（ヨーゼフ・ランナー)
- クリップ・クラップ・ギャロップ Op466 (ヨハン・シュトラウス2世)
- エジプト行進曲 Op.335（ヨハン・シュトラウス2世）
- ピツィカート・ポルカ （ヨハン2世とヨーゼフ・シュトラウス兄弟による合作)
- ワルツ「トランスアクツィオン」Op.184（ヨーゼフ・シュトラウス）
- 常動曲 Op.257 (ヨハン・シュトラウス2世)

### アンコール
- 狩りのポルカ Op.373 (ヨハン・シュトラウス2世)
- ワルツ「美しく青きドナウ」Op.314 (ヨハン・シュトラウス2世)
- ラデツキー行進曲 Op.228 (ヨハン・シュトラウス1世)

## エピソード
- アンコール1曲目の「狩りのポルカ」では、曲の終結部でステージ後ろのパイプオルガンに仕掛けられた爆竹が破裂し、会場内に色とりどりの紙吹雪が舞うという豪華な演出が行われた。
- アンコール止めのラデツキー行進曲では、冒頭の小太鼓ソロが省略され、いきなり前奏から始まっている。

## 備考
- コンサートの模様が収録されたCDが､1993年春にフィリップスから発売されたが、収録時間の関係で数曲がカットされている。また同年秋にはORF収録の映像をもとにした映像商品が同じくフィリップスから発売された。こちらはコンサートの全容が収録されている